# Эрикссон, Сандра
Са́ндра Э́лизабет Э́рикссон (швед. Sandra Elisabet Eriksson; род. 4 июня 1989, Уусикаарлепюу, Финляндия) — финская легкоатлетка, специализирующаяся на беге на средние дистанции (3000 метров с препятствиями).
Включена в сборную Финляндии на летних Олимпийских играх 2016 года.